# غاولر (جنوب أستراليا)
غاولر هي أول بلدة على البر الرئيسي الأسترالي في ولاية جنوب أستراليا، وسميت باسم الحاكم الثاني (ممثل الملك البريطاني) لمستعمرة جنوب أستراليا، جورج غاولر. تقع على بعد حوالي 40-44 كم (25-27 ميل) شمال وسط عاصمة الولاية، أديلايد، وعلى مقربة من منطقة إنتاج النبيذ الرئيسية في وادي باروسا.

## أعلام
- ويس كار
- هربرت ريتشاردز
- إميلي دتون
- دارين ليمان
- كولن الكسندر
- ليزلي دونكان